# エドガイ
エドガイ（EDGUY）は、ドイツ出身のパワーメタル・バンド。
活動初期の頃から、ハロウィンやガンマ・レイ等のジャーマン・メタル第二世代の強い影響を受け、それらに次ぐ第三世代としての地位を確立している。

## 略歴
1992年にヘッセン州フルダで、同じ学校に通う友人同士によって結成。メンバーは当時まだ14歳であった。
『EVIL MINDED』と『CHILDREN OF STEEL』という2本のデモ・テープを制作後、1995年に自主制作アルバム『Savage Poetry』をリリースする。その後、AFMレコードと契約して正式なデビュー・アルバム『キングダム・オブ・マッドネス』を1997年にリリース。リリース後にドミニク・ストール(Ds)が脱退するが、後任にフランク・リンデンタル(Ds)を迎える。
1998年リリースの2ndアルバム『ヴェイン・グローリー・オペラ』はブラインド・ガーディアンのハンズィ・キアシュがゲスト参加、ミックスをストラトヴァリウスのティモ・トルキが担当し注目を集めた。リリース後にフランク・リンデンタル(Ds)が脱退し、後任にフェリックス・ボーンケ(Ds)が加入。トビアス・エクセル(B)を迎えてトビアス・サメットがヴォーカルに専念した5人編成となり、6週間におけるヨーロッパツアーを行った。
1999年に3rdアルバム『シアター・オブ・サルヴェイション』、2000年には自主制作盤『Savage Poetry』のリ・レコーディング作となる4thアルバム『サヴェッジ・ポエトリィ』をリリースした（輸入盤は初回限定盤で自主制作盤『Savage Poetry』とのカップリングであった）。
その後トビアス・サメット(Vo)は、自身のメタル・オペラ・プロジェクト「トビアス・サメッツ・アヴァンタジア」のアルバムの制作に入る。元ハロウィンのマイケル・キスクやガンマ・レイのカイ・ハンセンなどのメロディックスピードメタル界から多数の豪華ゲストを迎えて完成したアルバム『The Metal Opera』は高セールを収め、トビアス・サメットの作曲能力の高さを広めることとなり、結果的にエドガイへの注目も一段と高まる事となった。その後、アヴァンタジアは2003年に続編『The Metal Opera part II』をリリースするなど、継続して活動する。
2001年9月には5thアルバム『マンドレイク』をリリースし、ヨーロッパ・ツアーを行う。2002年5月にはラプソディー（現ラプソディー・オブ・ファイア）のサポートとして初の来日公演を行った。この『マンドレイク』リリースにおけるヨーロッパ・ツアーの模様はライブ・アルバム『バーニング・ダウン・ジ・オペラ・ライヴ』として2003年にリリースされた。
その後、新たにニュークリア・ブラストと契約し、2004年3月に6thアルバム『ヘルファイア・クラブ』リリース。このアルバムによりハロウィン、ブラインド・ガーディアンのフォロワーから完全に脱却しエドガイとしてのオリジナリティを確立し、アクセプト、ハロウィンに次ぐジャーマン・メタル第三世代としての確固たる地位を確立することとなった。7月には2度目の来日公演を行った（サポートはGalneryus）。

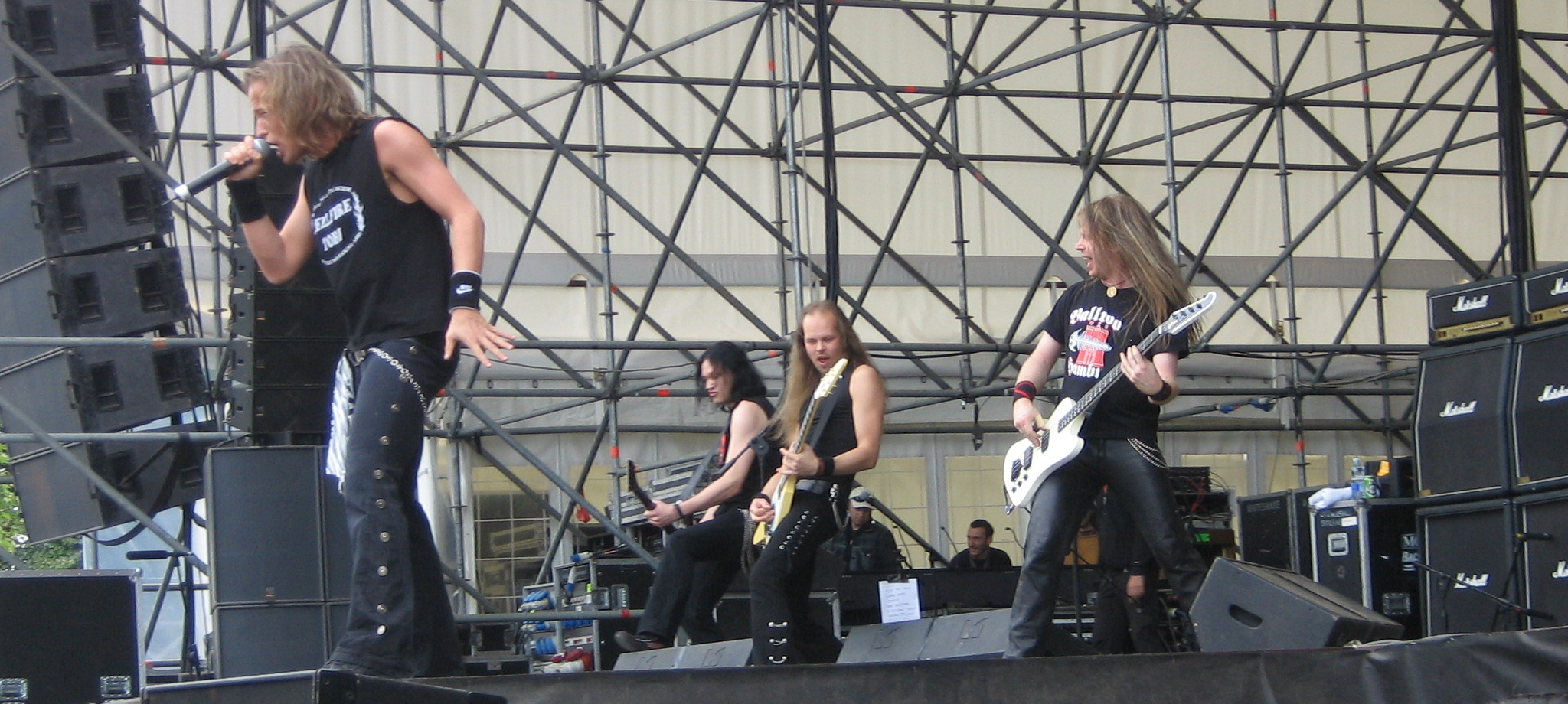
イタリア・ミラノ公演 (2006年6月)

2006年1月には7thアルバム『ロケット・ライド』をリリースし、翌年3月に3度目の来日公演を行った。
2008年11月に8thアルバム『ティニタス・サンクタス』をリリースし、翌年3月には、スウェーデン出身のオール・エンズと共に来日し、大阪、東京にて4度目の来日公演を行った。
2010年10月に「LOUD PARK 10」に参加し、5度目の来日公演を行った。
2011年8月に9thアルバム『エイジ・オブ・ザ・ジョーカー』をリリース。
2014年4月に10thアルバム『スペース・ポリス-ディフェンダーズ・オブ・ザ・クラウン』をリリース。9月にはユニソニックと共に来日し、ダブルヘッドライナーツアーにて6度目の来日公演を行った。

## メンバー
※2019年10月時点 

### 現ラインナップ
- トビアス・サメット (Tobias Sammet) - ボーカル/キーボード (1992- )/ベース（1992-1998)
- イェンス・ルドヴィグ (Jens Ludwig) - リードギター (1992- )
- ディルク・ザウアー (Dirk Sauer) - リズムギター (1992- )
- トビアス・エクセル (Tobias Exxel) - ベース (1998- )
- フェリックス・ボーンケ (Felix Bohnke) - ドラムス (1998- )

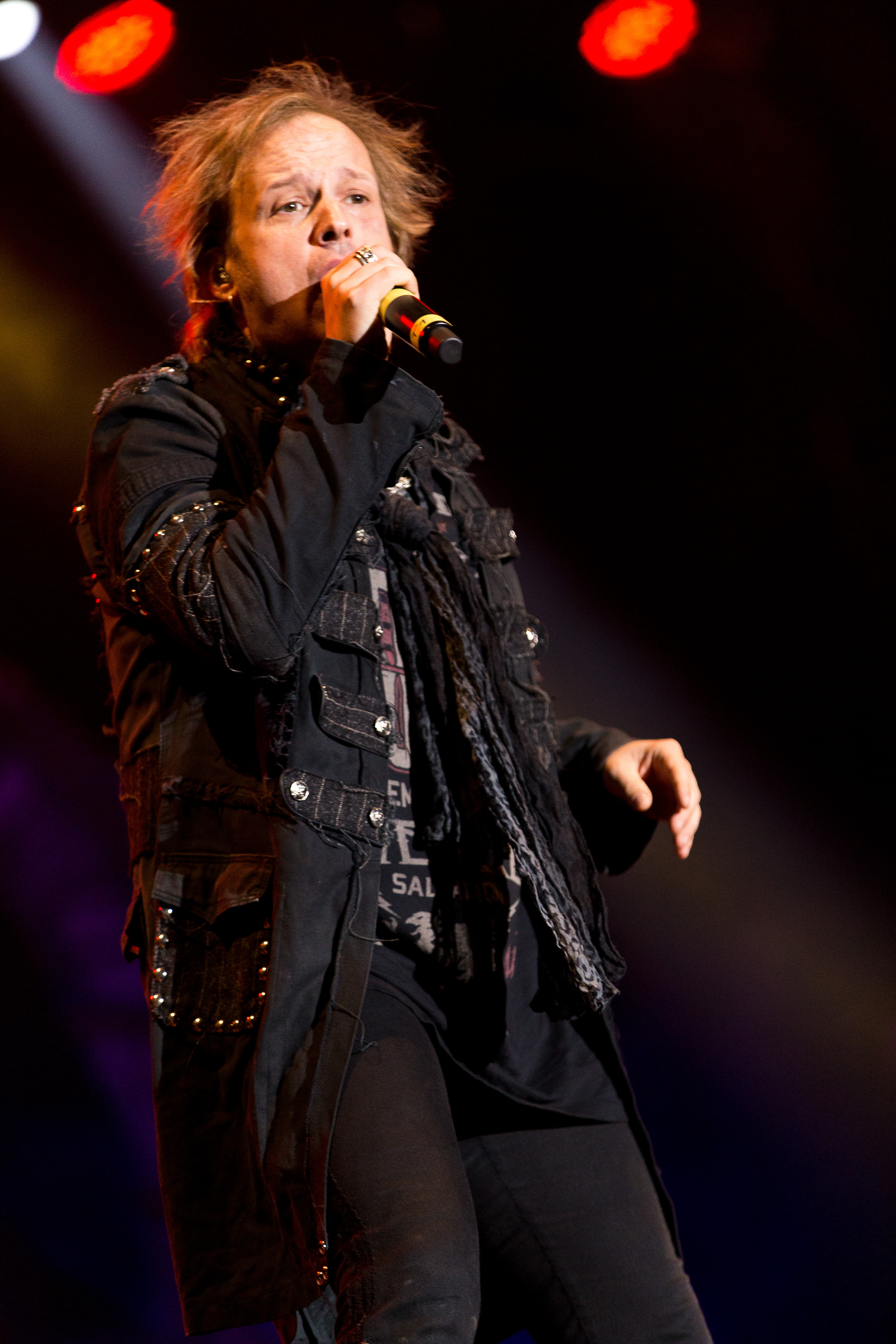
トビアス・サメット(Vo) 2016年
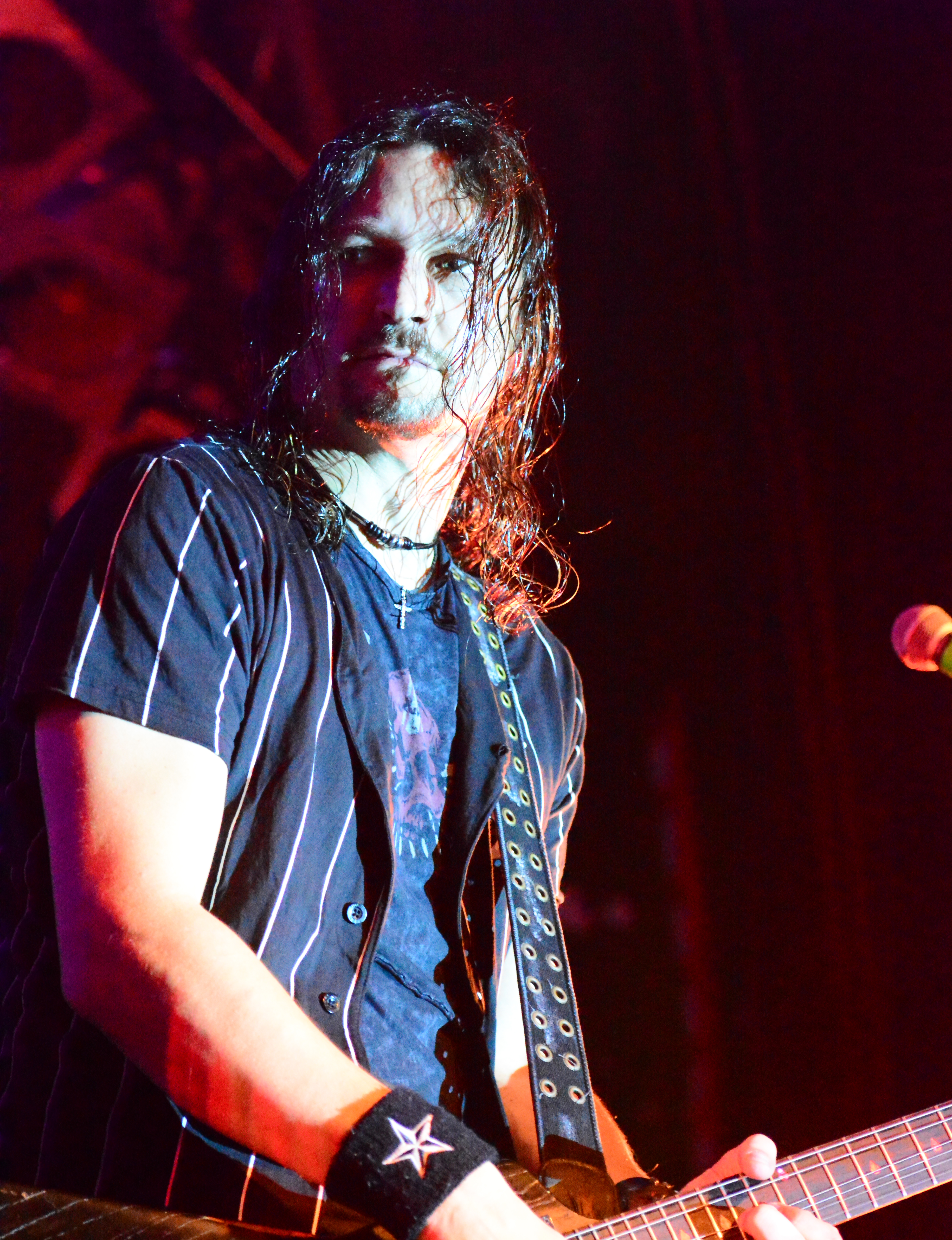
イェンス・ルドヴィグ(G) 2014年
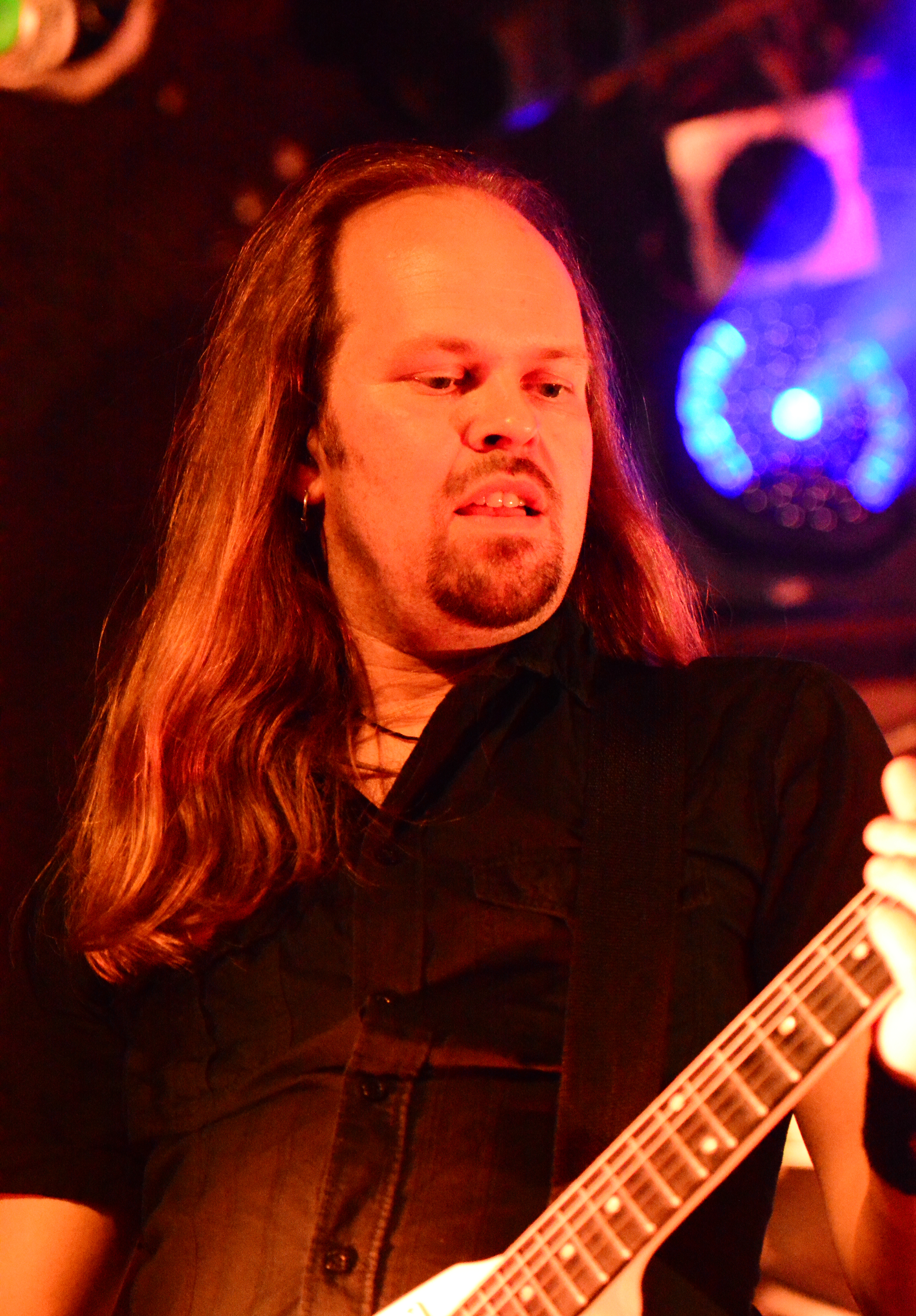
ディルク・ザウアー(G) 2014年
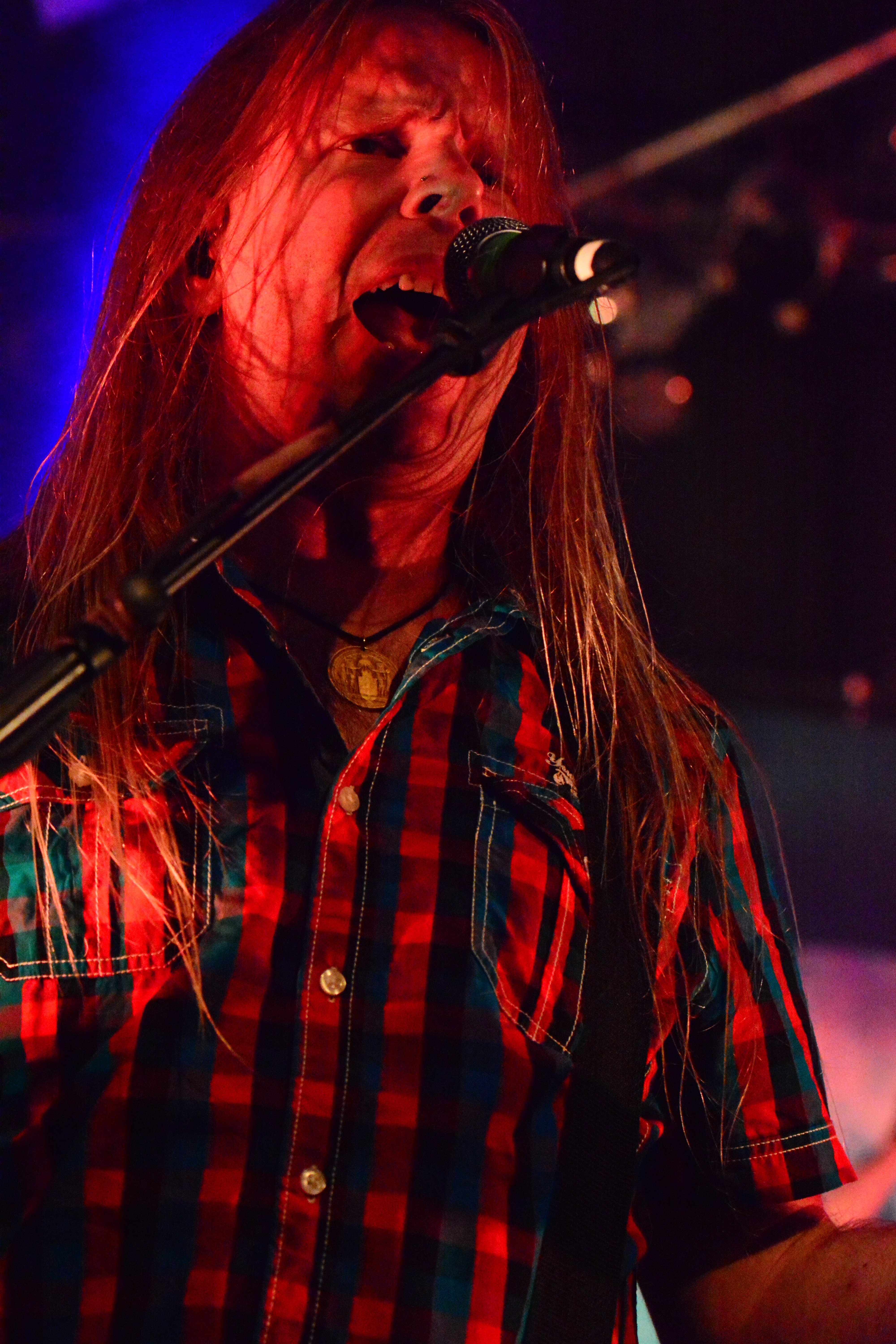
トビアス・エクセル(B) 2014年
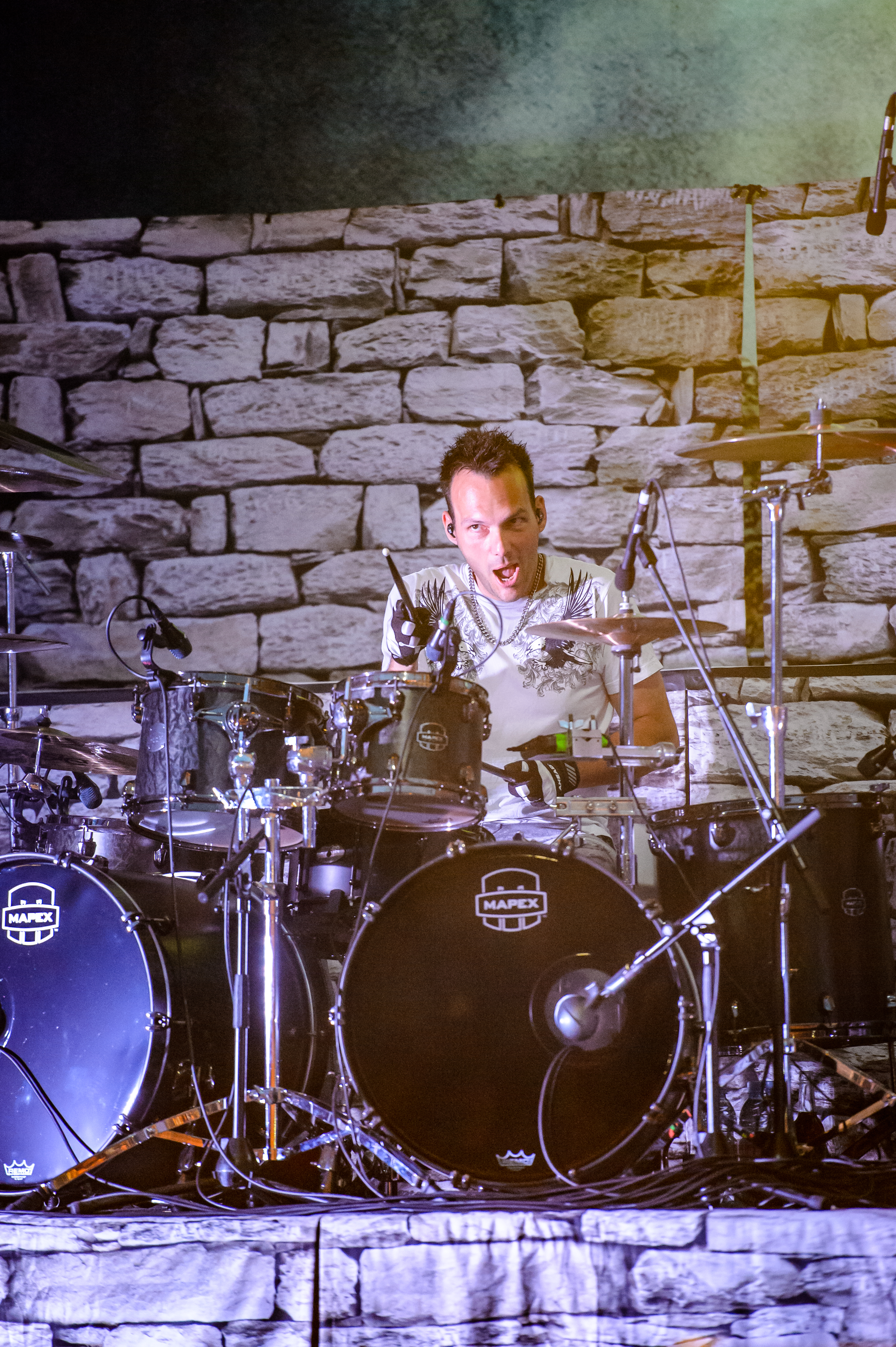
フェリックス・ボーンケ(Ds) 2016年

### 旧メンバー
- ドミニク・シュトルヒ (Dominik Storch) - ドラムス (1992-1997)
- フランク・リンデンタール (Frank Lindenthall) - ドラムス (1998)

## ディスコグラフィー

### アルバム
- 1995年　サヴェッジ・ポエトリー - Savage Poetry
- 1997年　キングダム・オブ・マッドネス - Kingdom Of Madness（日本盤発売1999年01月27日）
- 1998年　ヴェイン・グローリー・オペラ - Vain Glory Opera（日本盤発売1998年03月21日）
- 1999年　シアター・オブ・サルヴェイション - Theater Of Salvation（日本盤発売1999年01月27日）
- 2000年　サヴェッジ・ポエトリィ - The Savage Poetry（日本盤発売2000年06月21日）
- 2001年　マンドレイク - Mandrake（日本盤発売2001年09月27日）
- 2004年　ヘルファイア・クラブ - Hellfire Club（日本盤発売2004年03月10日）
- 2006年　ロケット・ライド - Rocket Ride（日本盤発売2006年01月21日）
- 2008年　ティニタス・サンクタス - Tinnitus Sanctus（日本盤発売2008年11月19日）
- 2011年　エイジ・オヴ・ザ・ジョーカー - Age of the Joker（日本盤発売2011年08月24日）
- 2014年　スペース・ポリス-ディフェンダーズ・オブ・ザ・クラウン　- Space Police: Defenders of the Crown （日本盤発売2014年4月23日）

ライブアルバム
- 2003年　バーニング・ダウン・ジ・オペラ・ライヴ - Burning Down The Opera（日本盤発売2003年08月21日）
- 2009年　ファッキング・ウィズ・ファイア〜ライヴ・イン・サンパウロ2006 - Fucking With Fire - Live（日本盤発売2009年04月22日）

コンピレーション
- 2004年　ホール・オブ・フレイムス (ベスト・オブ・エドガイ)Hall Of Flames（日本盤発売2005年03月30日）

デモ
- 1994年　Evil Minded
- 1994年　Children Of Steel

### シングル・EP
- 2001年　Painting on the Wall
- 2001年　La Marche des Gendarmes
- 2004年　Lavatory Love Machine
- 2004年　キング・オヴ・フールズ - King of Fools（日本盤発売2004年02月04日）
- 2005年　スーパーヒーローズ - Superheroes（日本盤発売2005年09月22日）
- 2008年　The Singles（シングル集）

### ライブビデオ
- 2005年　Superheroes
- 2009年　Fucking With Fire - Live（日本盤発売2009年05月20日）